# الضحايا المدنيين خلال عملية قوات الحلفاء
انتقدت العديد من جماعات حقوق الإنسان الخسائر المدنية الناجمة عن الأعمال العسكرية لقوات الناتو في عملية قوات الحلفاء. قُتل كل من الصرب والألبان في 90 حادثًا أكدته هيومن رايتس ووتش قُتل فيها مدنيون نتيجة قصف الناتو. وذكرت أن ما لا يقل عن 489 وما يصل إلى 528 مدنيا يوغوسلافيا قتلوا في غارات الناتو الجوية.
من الناحية الإحصائية، كانت الخسائر في صفوف المدنيين أخف من أي صراع آخر يشمل القوة الجوية الجماعية الحديثة. منذ بداية عملية قوات الحلفاء، تعهد الناتو بتقليل الخسائر في صفوف المدنيين. تم دمج اعتبار الخسائر في صفوف المدنيين في عملية التخطيط والاستهداف التي يقوم بها الناتو. تم النظر إلى الأهداف من حيث أهميتها العسكرية فيما يتعلق بالأضرار الجانبية أو النتائج غير المقصودة التي قد تكون هناك، وفقًا للجنرال هنري شيلتون، رئيس هيئة الأركان المشتركة. وأشار منتقدو الحملة إلى أن الحوادث كانت نتيجة حتمية لسياسة الناتو المتمثلة في تقييد طياريها بالقصف من ارتفاع 15000 قدم أو أكثر من أجل تجنب وقوع قتلى في الناتو.

## الحوادث

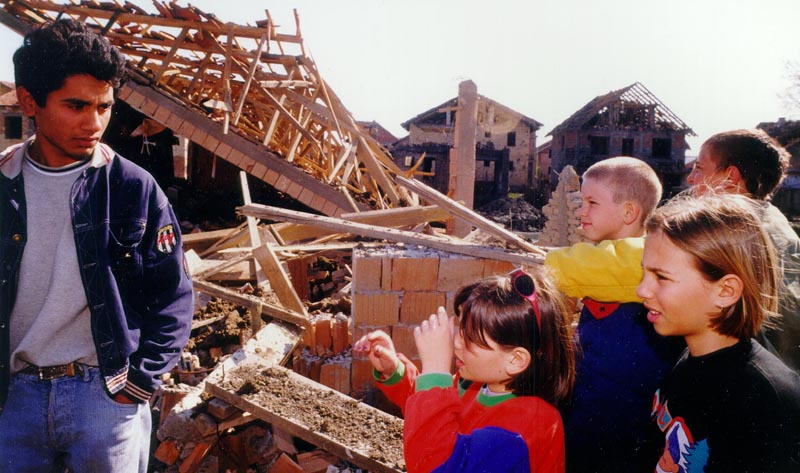
الأضرار في نوفي ساد

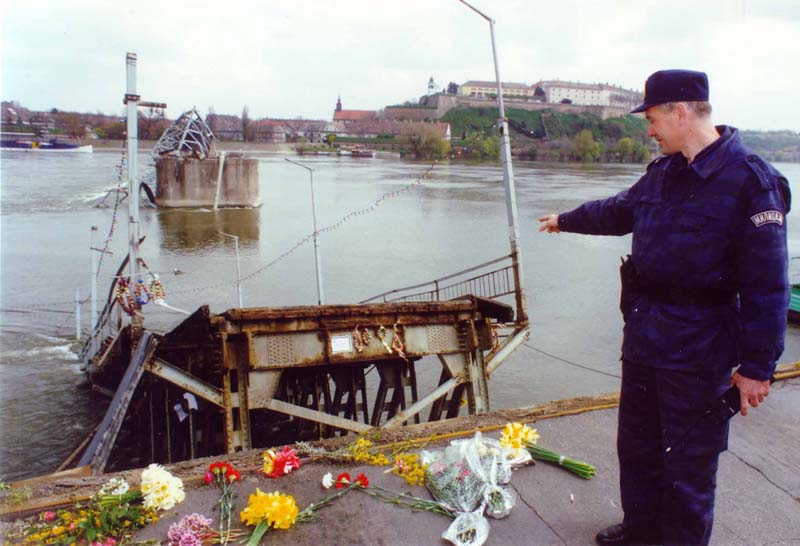
دمر جسر فارادين

### 30 آذار (مارس) 1999: قصف مدينة شاك
في 30 مارس 1999، خلال غارة جوية استمرت يومين على مصنع سلوبودا للذخائر في تشاتشاك، قتلت ميليفا كوفيلجيتش في منزلها خارج المصنع من الضربات الجوية. وفقًا للمؤرخ المحلي، جوران دافيدوفيتش، توفي شخص آخر أصيب في الغارات الجوية في ذلك اليوم بعد شهر.

### 1 - 2 أبريل 1999: غارات جوية في نوفي ساد، أوراهوفاك
في 1 أبريل 1999 في الساعة 5:05 صباحًا بالتوقيت المحلي، تم تدمير جسر فارادين في نوفي ساد بواسطة مقذوفات الناتو، مما أسفر عن مقتل عامل تكرير شيكل يبلغ من العمر 29 عامًا أوليغ ناسوف. في اليوم التالي، قُتل 11 مدنياً بعد أن تعرضت قرية نوجوفاك في أوراهوفاتش بثلاثة صواريخ.:39

### من 4 إلى 6 أبريل 1999: تفجيرات بلغراد وبانتشيفو وألكسيناك وفرانجي
في 4 أبريل 1999، قُتل ثلاثة عمال عندما تعرضت مصفاة النفط في بانتشيفو لضربات جوية لحلف شمال الأطلسي. بعد ذلك، اشتعلت النيران في 80000 طن من النفط، وارتفع تركيز المواد المسرطنة فوق بانشيفو بمقدار 10500 مرة أعلى من القوانين المحلية المسموح بها في ذلك الوقت. وفي نفس اليوم قتل مدني بعد أن أصابت غارات جوية محطات تدفئة كهربائية في بلغراد.

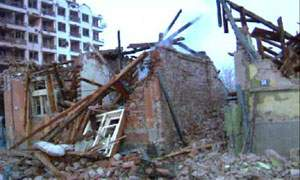
الضرر في ألكسيناتش

في 5 أبريل 1999، تم قصف حي في فرانجي، مما أسفر عن مقتل مدنيين اثنين وإصابة 15. في ليلة 5-6 أبريل / نيسان 1999، قُتل 12 مدنياً في بلدة ألكسيناك المنجمية الجنوبية بعد أن قصفتها قوات الناتو. تم تدمير ما مجموعه 35 منزلا و 125 وحدة سكنية، مع عدم وجود هدف عسكري واضح في المنطقة المجاورة وفقا لما ذكرته صحيفة بوليتيكا الصربية.

### 12 أبريل 1999: قصف جنوب صربيا

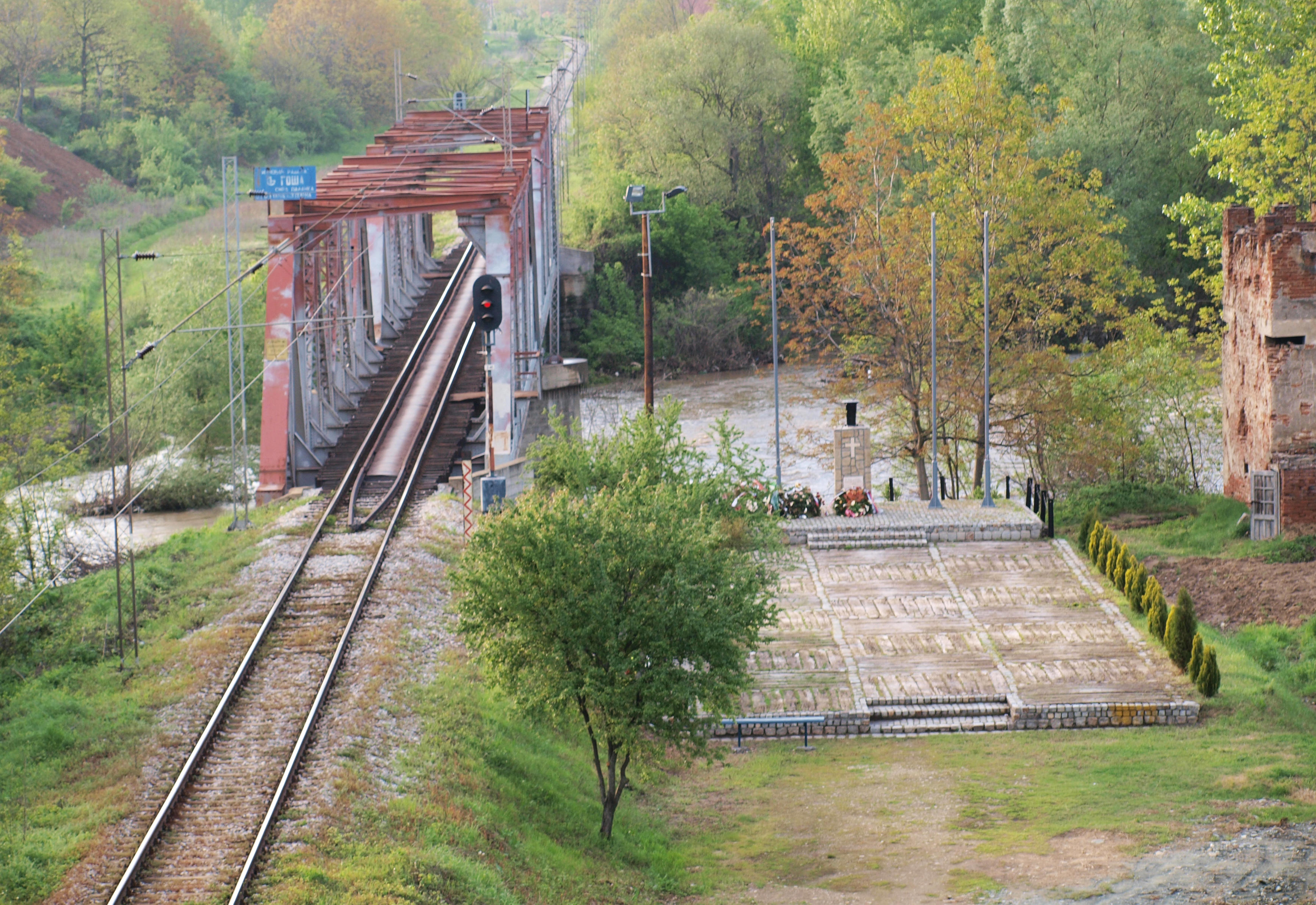
جسر للسكك الحديدية ونصب تذكاري لضحايا تفجير قطار غرديليكا

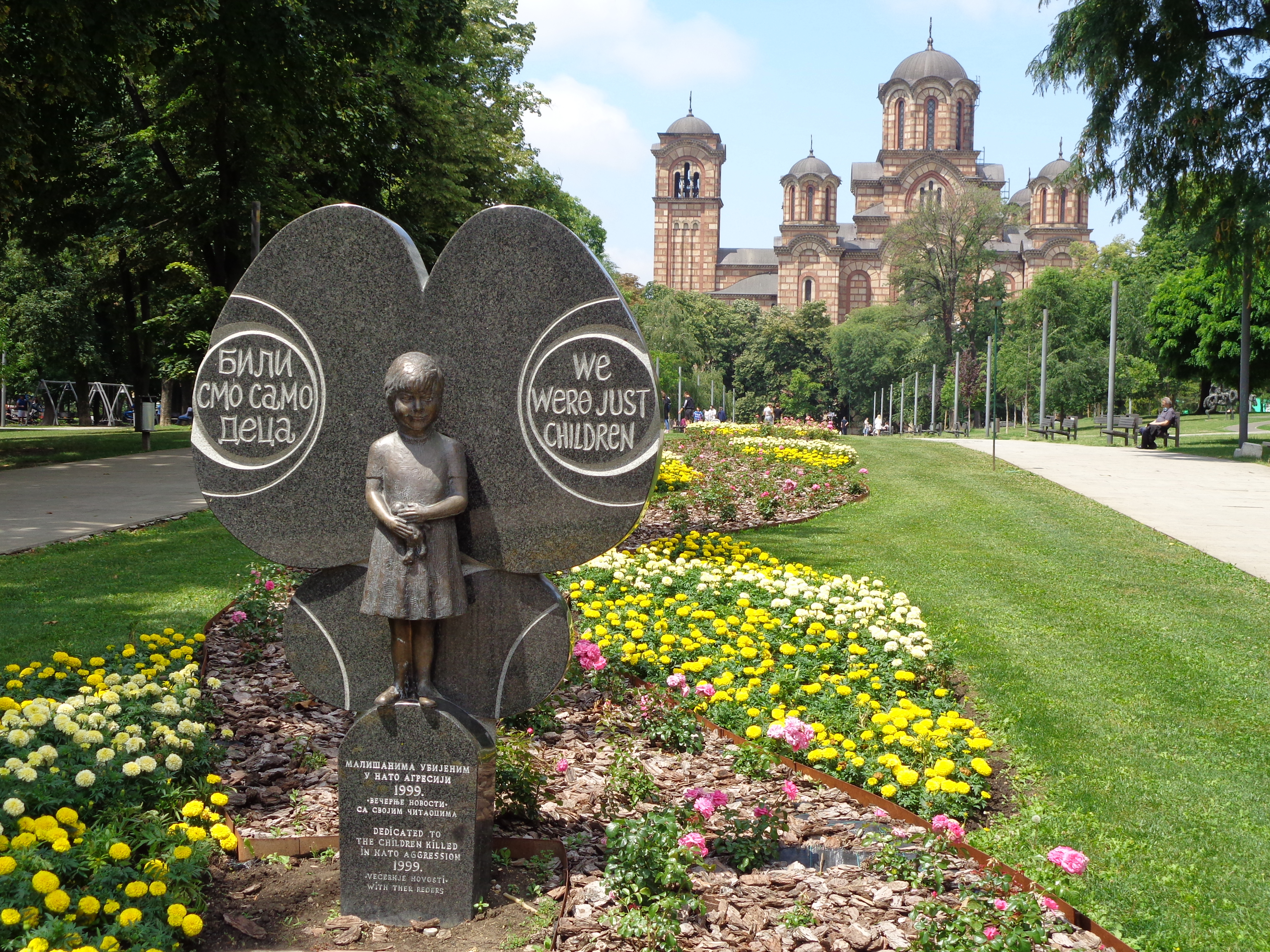
نصب تذكاري للأطفال الذين قتلوا في قصف الناتو الواقع في منتزه تاسماجدان، بلغراد، ويضم تمثالًا من البرونز لميليكا راكيتش.

في 12 أبريل 1999، ضربت غارات الناتو الجوية جسرًا للسكك الحديدية في غرديليتسا، وأصابت قطار ركاب على خط نيس - بريسيفو. وبحسب فيتشرني نوفوستي، تم تحديد هوية 15 من القتلى المدنيين، وصُنف عدد كبير من الركاب على أنهم «مفقودون». منع مجلس مدينة ليسكوفاتس العاملين في المجال الطبي والأطباء من إعطاء معلومات للصحفيين حول رفات المدنيين الذين تم جمعهم، مما حال دون وقوع سجل أكثر اكتمالا للخسائر في صفوف المدنيين. أدرجت هيومن رايتس ووتش أسماء 12 راكباً قُتلوا في غردليكا، رغم أنها ذكرت أن 20 مدنياً قُتلوا إجمالاً. أبلغ تانيوغ اليوغسلافية عن مقتل حوالي 50 راكبًا، بينما سجلت حكومة بلغراد 55. في تجمع تذكاري عقد في 12 أبريل 2017، أكد ميودراغ بوليديكا، وزير البناء والنقل والبنية التحتية الصربي، أن «العدد الدقيق للقتلى لم يتم تحديده أبدًا، لكن من المفترض أن هناك أكثر من خمسين».
في قصف منفصل في نفس اليوم، قتل ستة مدنيين في ميردار من غارات جوية لحلف شمال الأطلسي على حدود كورشومليا وبودوييفو.

### 14 أبريل 1999: أول قصف لطابور للاجئين
في 14 أبريل، خلال ساعات النهار، قصفت طائرات الناتو مرارًا تحركات اللاجئين الألبان على مدى اثني عشر ميلاً (19 كيلومتر) امتداد الطريق بين جاكوفا وديشاني في غرب كوسوفو، مما أسفر عن مقتل ثلاثة وسبعين مدنياً وإصابة ستة وثلاثين آخرين يمكن لهيومن رايتس ووتش توثيقها. بدأ الهجوم في الساعة 1:29 pm واستمر حوالي ساعتين، مما تسبب في مقتل مدنيين في مواقع عديدة على طريق القافلة بالقرب من قرى بيسترازين وغراديس وماداناج وميجا.

### 21 أبريل 1999: قصف ثان لمخيم اللاجئين
في 21 أبريل 1999، تعرض مخيم للاجئين الصرب في ماجينو ناسيلجي في جياكوفا لضربات جوية عنيفة. ذكرت صحيفة لوس أنجلوس تايمز أن أربعة مدنيين قتلوا، لكن نشرة صادرة من بلغراد ذكرت أسماء خمسة أفراد قتلوا في الهجوم. نفى المتحدث باسم الناتو مايك فيليبس مسؤولية الناتو عن قصف ماجينو ناسيلجي.

### 23 أبريل 1999: تفجير مقر إذاعة وتلفزيون صربيا

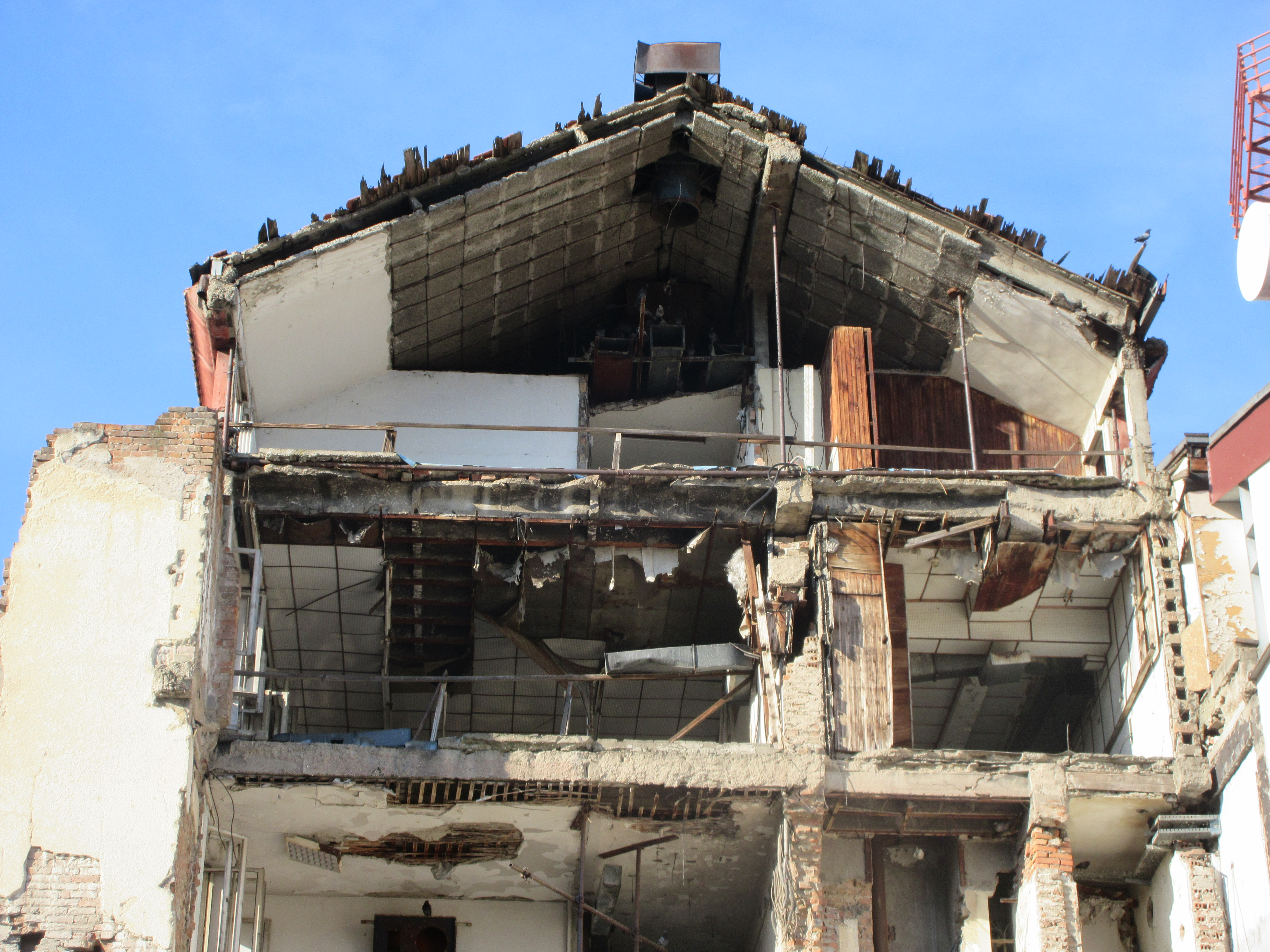
المقر الرئيسي للإذاعة والتلفزيون الصربي المتضرر

كان قصف مقر التلفزيون الرسمي في بلغراد في 23 أبريل / نيسان من أكبر حوادث الوفيات بين المدنيين، وبالتأكيد أكبرها في بلغراد. ونتيجة لذلك، قُتل ستة عشر فنيًا وعاملًا مدنيًا من RTS وأصيب ستة عشر بجروح. كان دراغوليوب ميلانوفيتش المدير العام للإذاعة والتلفزيون الصربيين وكان ينتمي إلى الحزب الاشتراكي الصربي بقيادة الزعيم اليوغوسلافي السابق سلوبودان ميلوسيفيتش. تمت إدانته وسجنه لمدة 10 سنوات لحجبه عمداً معلومات عن موظفيه حول القصف النهائي، والذي كان له تأثير مباشر على عدد القتلى.

### 27 أبريل 1999: أول قصف لسوردوليكا
في 27 أبريل 1999، أصابت صواريخ الناتو عدة منازل في بلدة سوردوليكا الجنوبية. وفي وقت لاحق، قام صحفي في سي إن إن يُدعى أليسيو فينشي بزيارة المشرحة المحلية، حيث أفاد بمقتل 16 مدنياً نتيجة للهجوم. ذكرت إحدى محطات البث العام في صربيا، RTS، أن 20 مدنياً قتلوا في سوردوليكا في 27 أبريل 1999. وقُتل العديد من الضحايا في منزل واحد في شارع 1 جوفا، يملكه فويسلاف ميلي. لجأت عائلة ميليتش والعديد من الجيران إلى قبو ميليتش عندما تعرض منزله لقصف بقنبلتين، مما أسفر عن مقتل تسعة أشخاص في منزله وحده.

### 29 أبريل - 1 مايو 1999: تفجيرات في الجبل الأسود وكوسوفو

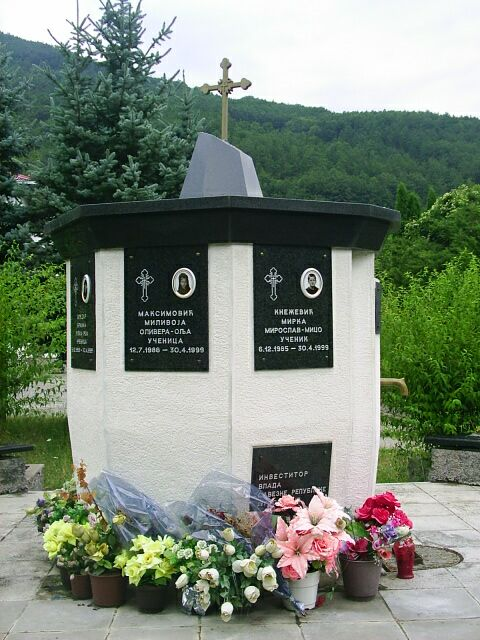
نصب تذكاري للضحايا في مورينو بالقرب من بلاف.

في 29 نيسان 1999، استشهدت امرأة وأصيب ثلاثة آخرون بشظايا خلال قصف طوزي. في 30 أبريل 1999، ضربت قنابل الناتو قرية مورينو الواقعة بالقرب من بلاف، مما أسفر عن مقتل ستة مدنيين، ثلاثة منهم دون سن 16 عامًا.
في 1 مايو 1999، تعرضت حافلة نيش-إكسبريس لنقل الركاب إلى كوسوفو لقصف بصواريخ الناتو عندما عبرت جسرًا في قرية لوان بالقرب من بودوييفو. 2 عدد الضحايا الذين تم الإبلاغ عنهم من قصف نيش إكسبريس متفاوت، حيث سجلت هيومن رايتس ووتش مقتل 39 مدنياً بينما أفاد وزير الصحة ليبوسافا ميليتشيفيتش أنه تم التعرف على 47 مدنياً قتلوا في قصف الحافلة.
وفي هجوم منفصل وقع أيضًا في الأول من مايو / أيار 1999، لقي ما لا يقل عن 12 مدنياً مصرعهم عندما قصفت قنابل الناتو أحد أحياء الروما في بريزرين.

### 4 مايو 1999: تفجير حافلة في سافين فودي
في 4 مايو 1999، دمرت حافلة في قرية سافين فودي بالقرب من بيخا، مما أسفر عن مقتل 17 مدنياً. نفى الناتو مسؤوليته، ولكن بقايا قنبلة عثر عليها في سافين فودي بعد الهجوم عليها علامات ماجنافوكس، وهي شركة تصنيع إلكترونيات أمريكية. قدمت الحكومة اليوغوسلافية المزيد من الأدلة إلى هيومن رايتس ووتش، وبعد ذلك أحصت هيومن رايتس ووتش الخسائر على أنها تلك التي تسبب بها الناتو.

### 7 مايو 1999

#### القصف العنقودي لنيش

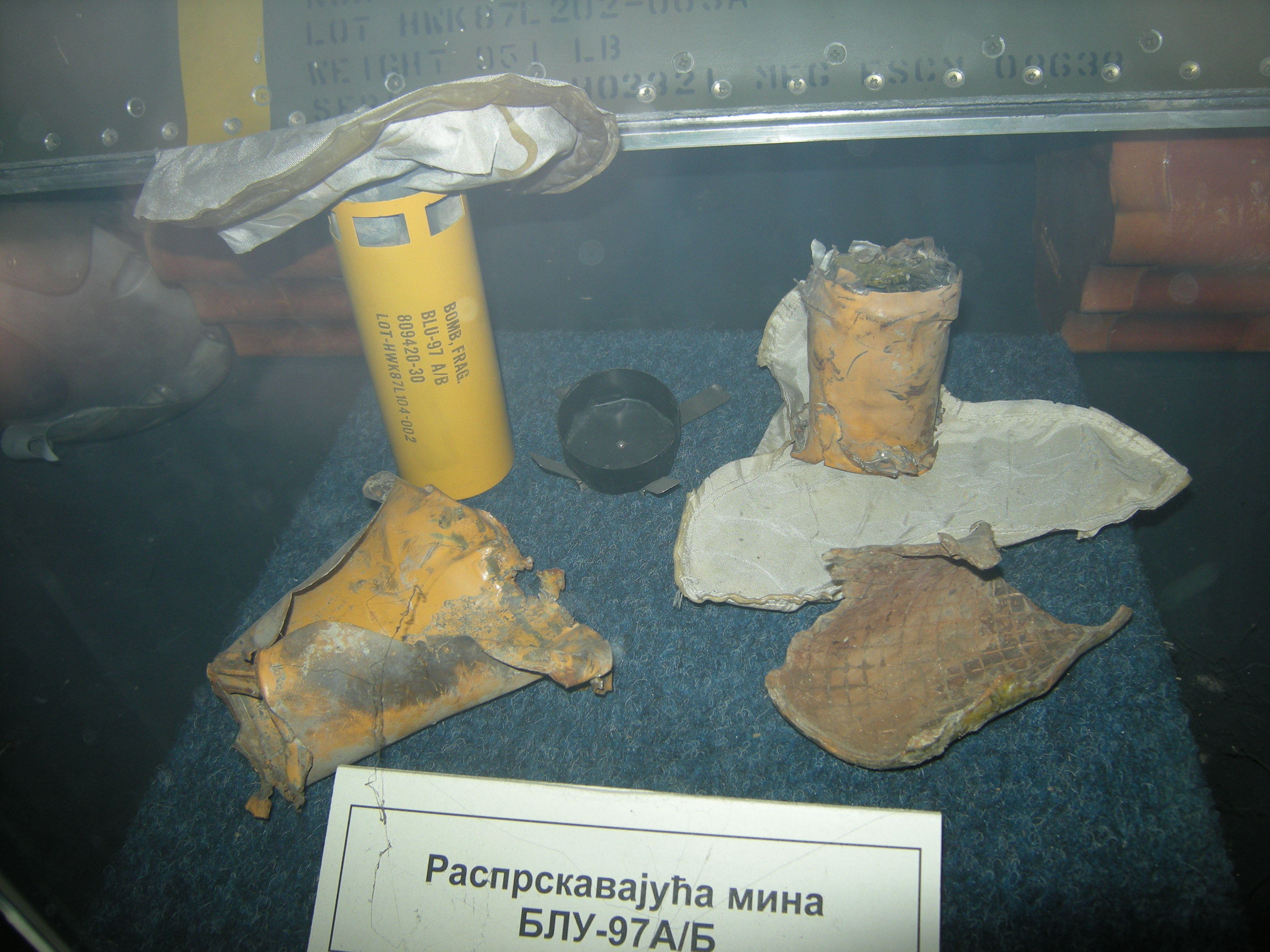
ذخيرة الناتو العنقودية في متحف الطيران ببلغراد

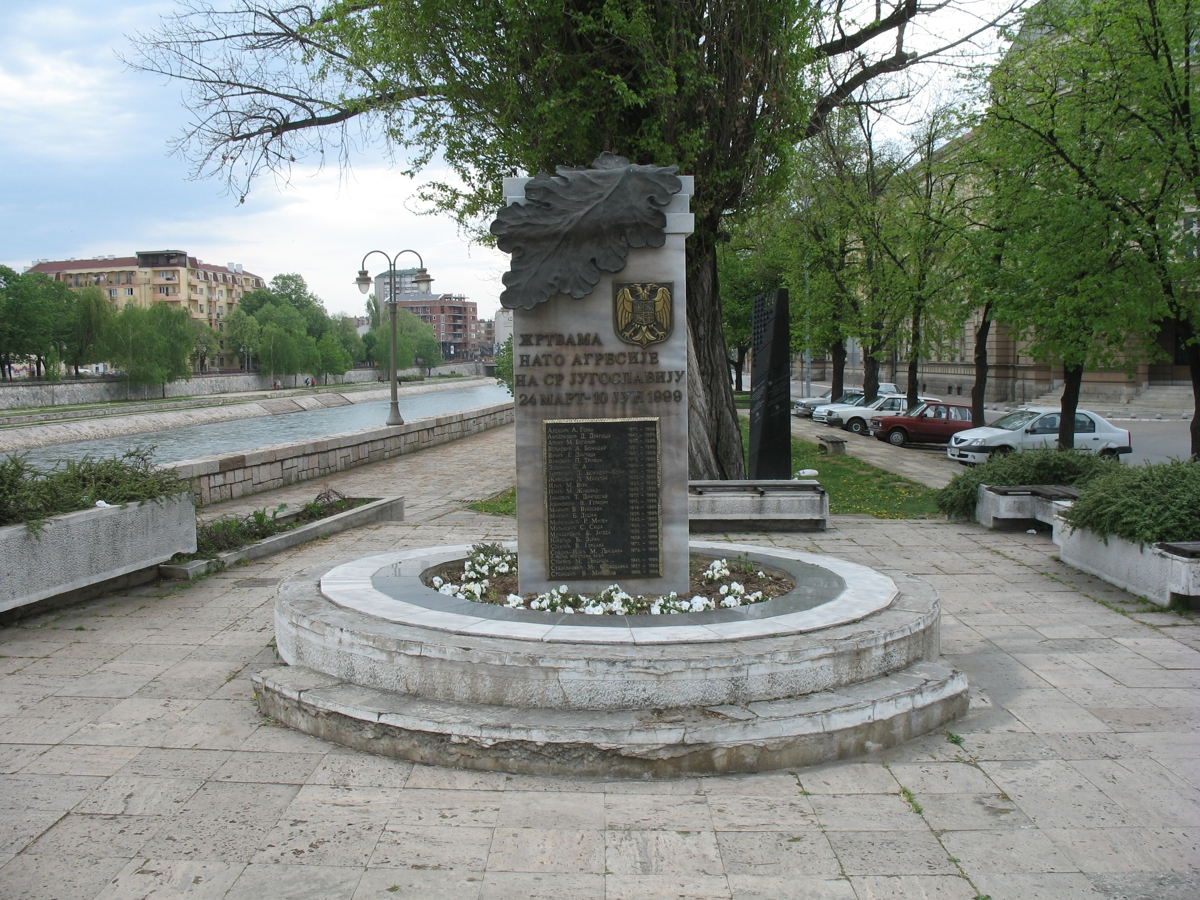
نصب تذكاري لضحايا قصف نيش

في 7 مايو 1999، تم إلقاء ذخائر عنقودية على نيش. سجلت هيومن رايتس ووتش مقتل 14 مدنياً بينما أفادت مصادر صربية بمقتل 16 مدنياً.

#### تفجير السفارة الصينية
ضربت وابل من القنابل الأمريكية الموجهة من طراز JDAM GPS سفارة جمهورية الصين الشعبية في بلغراد، مما أسفر عن مقتل ثلاثة دبلوماسيين صينيين وإصابة 20 آخرين. اعترف مدير وكالة المخابرات المركزية جورج تينيت في وقت لاحق في شهادته أمام الكونجرس بأن وكالة المخابرات المركزية قد نظمت الإضراب وأنه كان الإضراب الوحيد للحملة التي نظمتها وكالته، على الرغم من أنه لا يزال ادعى أنه كان عرضيًا. لم تقبل الصين أبدًا التفسير الأمريكي للحادث.

### 14 مايو 1999: قصف كوريشا
ابتداءً من منتصف الليل واستمر حتى ساعات الصباح من يوم 14 مايو 1999، قصفت طائرات الناتو قرية كوريشا في كوسوفو، حيث كان الفلاحون الألبان يبحثون عن ملجأ في قافلة. وتتراوح المصادر بين 77 و 87 قتيلاً. وادعى الناجون من الهجوم أن الشرطة اليوغوسلافية هي التي نصبتهم، وقادتهم إلى مستودع الإمدادات الذي تم قصفه في تلك الليلة. وكانت الشرطة اليوغوسلافية قد قادت اللاجئين إلى المستودع ووعدتهم باللجوء والمرور إلى ألبانيا، رغم أن الناجين زعموا أن الشرطة طلبت المال ووجهت تهديدات قبل مرافقتهم. بعد قصف كوريشا، اصطحبت القوات اليوغوسلافية أطقم التلفزيون إلى مكان الحادث بعد وقت قصير من التفجير. أصرت الحكومة اليوغوسلافية على أن الناتو استهدف المدنيين.

### 19-21 مايو 1999: تفجيرات في ديدني، وغنيلان، ومذبحة سجن دوبرافا

#### جنجيلان
في حوالي الساعة 10:20 صباحًا بالتوقيت المحلي يوم 19 مايو / أيار 1999، تعرضت منطقة صناعية صغيرة في جنجيلان لقصف جوي لحلف شمال الأطلسي، مما أسفر عن مقتل ثلاث نساء على الفور كانوا يعملون في الشركة الزراعية «ملادوست». في البداية، نجا رجل يعمل لدى «بيناكا مورافا» من الغارات الجوية، لكنه توفي متأثرا بجراحه في اليوم نفسه. نشر جلاس جافنوستي أسماء جميع العمال الأربعة الذين قتلوا في جنجيلان في ذلك اليوم.

#### قصف مستشفى دراغيشا ميسوفيتش
في حوالي الساعة 12:50 صباحًا بالتوقيت المحلي يوم 19 مايو 1999، دمرت قنابل الناتو الموجهة بالليزر مستشفى جامعة دراجيشا ميسوفيتش في بلغراد. وسجلت RTS أسماء ثلاثة مرضى قُتلوا. كما قُتل سبعة جنود من الجيش اليوغوسلافي في المستشفى، على الرغم من إدراج أسمائهم بشكل منفصل عن أسماء المرضى الثلاثة. اعترف الناتو بأن صاروخًا كان يستهدف ثكنات في منطقة ديدينيي، القريبة من المستشفى، قد ضل طريقه.

#### مذبحة سجن دوبرافا
ابتداء من 19 مايو 1999، قصفت قوات الناتو بلدة استوك، مما أسفر عن مقتل ثلاثة سجناء وحارس سجن في ذلك اليوم. بعد يومين، قصفت قوات الناتو مجمع السجون مرة أخرى، حيث قُتل ما لا يقل عن 19 سجينًا في الغارات الجوية، بحسب هيومن رايتس ووتش. بعد الضربات الجوية المميتة، قامت وحدات خاصة من وزارة الشؤون الداخلية اليوغوسلافية إلى جانب مجرمين مختلفين اختارتهم القوات الخاصة بعملية راية كاذبة، قُتل خلالها السجناء بالأسلحة النارية، وبعد ذلك زعمت وكالة تانيوغ الحكومية أن جميع ضحايا السجن قُتلوا جراء الغارات الجوية.

### 29-31 مايو 1999: منطقة مورافا، نوفي بازار، وتفجيرات الطرق

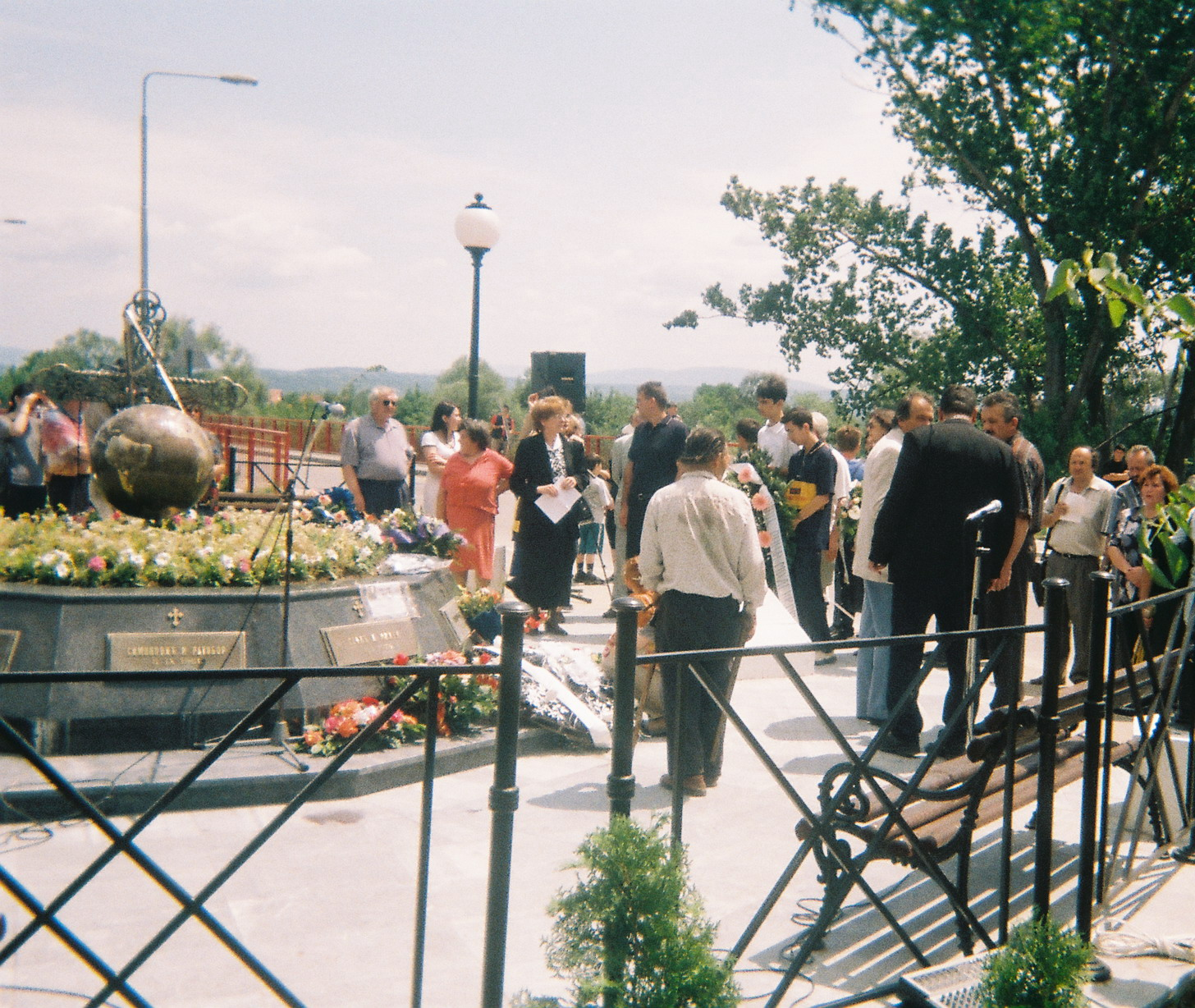
إحياء ذكرى ضحايا مذبحة فارفارين

في 29 مايو 1999، تعرض طريق بريزرين - بريزوفيتشا لغارات جوية للناتو. قُتل سائق يقود قافلة من الصحفيين، وأصيب ثلاثة آخرون. في الساعة 1:05 مساءً بالتوقيت المحلي في اليوم التالي، 1999، قُتل 10 مدنيين عندما شنت قاذفات الناتو غارة في وضح النهار على جسر فوق نهر جريت مورافا في فارفارين. كان عدد الأشخاص في الشوارع والجسر أكثر من المعتاد حيث تم الاحتفال بيوم الأحد الثالوث في ذلك اليوم. وقال المتحدث باسم الناتو جيمي شيا إن الحلف قصف «هدفا عسكريا مشروعا.»
تم قصف سوردوليكا للمرة الثانية في ليلة 30-31 مايو 1999، عندما دمرت الغارات الجوية للناتو مصحة ومنزلًا للتقاعد. نشرت هيومن رايتس ووتش أسماء 23 مدنيا قتلوا في المصحة.
في 31 مايو 1999، قصفت قنبلة للناتو مبنى سكني في نوفي بازار، مما أسفر عن مقتل 11 مدنيا. في نفس اليوم، سجلت هيومن رايتس ووتش أن الغارات الجوية قتلت ثلاثة مدنيين في ثلاث حوادث متفرقة في وسط وجنوب صربيا. في فرانيي، على «جسر راشكا»، وفي درايفاك.

## تحليل هيومن رايتس ووتش

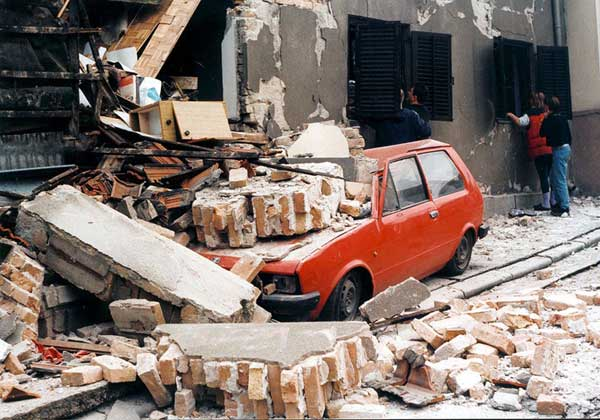
شارع في بلغراد دمرته قنابل الناتو

قامت هيومن رايتس ووتش بتوثيق وتقييم أثر وتأثيرات عملية الناتو العسكرية، وأكدت 90 حادثة قتل فيها مدنيون نتيجة قصف الناتو. وشمل ذلك هجمات ألقيت فيها قنابل عنقودية. في عام 1999، قُدر أن 488-527 مدنياً يوغوسلافياً لقوا حتفهم نتيجة قصف الناتو. كما انتقد التقرير مسؤولي البنتاغون والناتو لقلة الاهتمام بقضية الوفيات المدنية، مشيرًا إلى «مقاومة الاعتراف بالآثار المدنية الفعلية وعدم الاكتراث بتقييم أسبابها».

## إستراتيجية الناتو ومطالباته
منذ بداية عملية قوات الحلفاء، كان التقليل من الخسائر في صفوف المدنيين أحد الشواغل الرئيسية المعلنة لحلف شمال الأطلسي. وفقًا لحلف الناتو، تم دمج النظر في الخسائر المدنية بشكل كامل في عملية التخطيط والاستهداف. قال الجنرال شيلتون في 14 أبريل / نيسان: «تم النظر إلى جميع الأهداف من حيث أهميتها العسكرية فيما يتعلق بالأضرار الجانبية أو العواقب غير المقصودة التي قد تكون هناك»: «ثم يتم اتخاذ كل الاحتياطات ... حتى يتم تجنب الأضرار الجانبية.» بحسب اللفتنانت جنرال مايكل شورت، «دفعتنا الأضرار الجانبية إلى درجة غير عادية ... [و] ساعات ملتزمة من يومي في التعامل مع الحلفاء بشأن قضايا الأضرار الجانبية.» قال المتحدث باسم الناتو جيمي شيا، «هناك دائمًا تكلفة لهزيمة الشر، فهي لا تأتي مجانًا، للأسف. لكن تكلفة الفشل في هزيمة الشر العظيم أعلى بكثير». وأصر على أن طائرات الناتو لم تقصف سوى «أهداف عسكرية محددة مشروعة»، وإذا مات عدد أكبر من المدنيين فذلك بسبب اضطرار الناتو إلى القيام بعمل عسكري. ثم دافع عن هذه الفكرة بقوله: «الناتو لا يهاجم أهدافاً مدنية، نحن نهاجم أهدافاً عسكرية حصراً ونتخذ كل الاحتياطات لتجنب إلحاق الأذى بالمدنيين».